# Mesosa affinis
Mesosa affinis es una especie de escarabajo longicornio del género Mesosa, categorizada en la tribu Mesosini, de la subfamilia Lamiinae. Fue descrita por Breuning en 1936.

## Descripción
Mide 11 mm de longitud.

## Distribución
Se distribuye por Bután, India y Nepal.